# بيتر هولمبرغ
بيتر هولمبرغ (بالإنجليزية: Peter Holmberg) هو ربان ‏ وملاح أمريكي، ولد في 4 أكتوبر 1960 في سانت توماس في الولايات المتحدة.

## وصلات خارجية
- بيتر هولمبرغ على موقع الاتحاد الدولي للملاحة الشراعية (موقع جديد) (الإنجليزية)
- بيتر هولمبرغ على موقع الاتحاد الدولي للملاحة الشراعية (موقع قديم) (الإنجليزية)
- بيتر هولمبرغ على موقع اللجنة الأولمبية الدولية (الإنجليزية)
- بيتر هولمبرغ على موقع أوليمبيديا (الإنجليزية)